# Bavet
Bavet (tiếng Khmer: បាវិត, Bavĭt IPA : ɓaːʋət, ba-vợt) là một thị xã cửa ngõ quốc tế và là đô thị lớn nhất tỉnh Svay Rieng, Campuchia. Phía bên kia biên giới thuộc Việt Nam là cửa khẩu Mộc Bài, Tây Ninh.
Tên tiếng Việt của thị trấn này là Truông Cát.
Bavet thuộc một trong các tỉnh nghèo nhất Campuchia. Kinh tế khu cửa khẩu này chủ yếu dựa vào vị trí của nó trên tuyến đường NH1, nối giữa Thành phố Hồ Chí Minh và Phnom Penh.
Bavet là một trong những "đặc khu kinh tế" của Campuchia ở đó có các nhà máy dệt may và xe đạp. Tuy nhiên, hoạt động kinh tế rõ ràng nhất ở đây là casino và đá gà dành cho người Việt Nam. Có khoảng 10 sòng bạc 12 (từ nhỏ đến lớn) và 6 đến 7 khu vực đang phát triển bởi các nhà đầu tư nước ngoài. Thành phố đang trong tình trạng phát triển.
Cây cầu Neak Loeang dài 2 km do Nhật Bản tài trợ đã hoàn thành vào tháng 4 năm 2015. Đây là cây cầu dài nhất ở Campuchia.
Theo quyết định của chính phủ Campuchia, xã Bavet trở thành đô thị vào tháng 12 năm 2008.

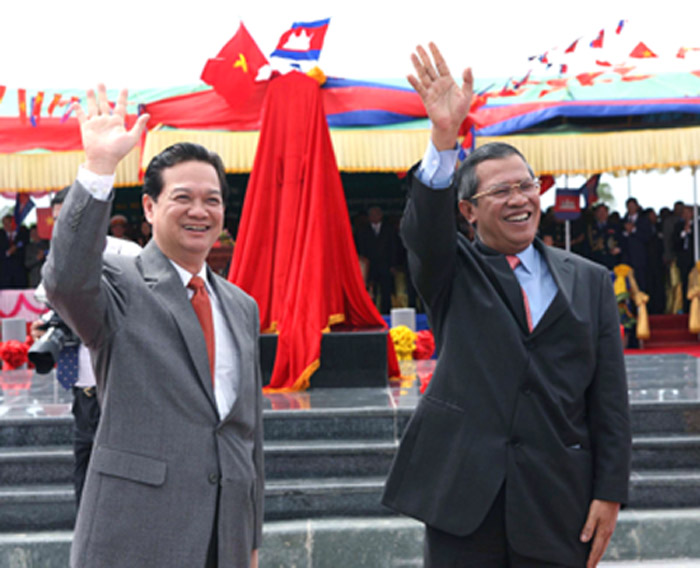
Nguyễn Tấn Dũng, thủ tướng Việt Nam và Hun Sen, thủ tướng Campuchia, khai trương cửa khẩu quốc tế Mộc Bài-Bavet